# Naruto - The Movie: La primavera nel Paese della Neve
Naruto - The Movie: La primavera nel Paese della Neve (劇場版 NARUTO 大活劇! 雪姫忍法帖だってばよ!!?, Gekijōban Naruto: Daikatsugeki! Yukihime ninpōchō dattebayo!!) è un film del 2004 diretto da Tensai Okamura. È il primo lungometraggio anime basato sulla popolare serie anime e manga Naruto di Masashi Kishimoto. Venne distribuito in Giappone dalla Toho il 21 agosto 2004. La canzone dei titoli di coda si intitola "Home Sweet Home" ed è cantata da Yuki. L'adattamento inglese sostituì questa canzone con "Never Give Up" di Jeremy Sweet a causa di restrizioni di licenza. Dal 2015 viene distribuito col titolo Naruto - Il film: La primavera nel Paese della Neve.
In apertura dell'edizione giapponese del film venne proiettato il cortometraggio di dieci minuti Naruto: Konoha no Sato no Dai Undōkai (NARUTO -ナルト- 木ノ葉の里の大うん動会?). Esso ruota intorno all'incapacità di Naruto di andare in bagno durante la partecipazione ad un torneo sportivo. Praticamente ogni personaggio dell'universo di Naruto apparso fino ad allora compare nel cortometraggio (la maggior parte in piedi mentre sono in coda al bagno).

## Trama
Naruto Uzumaki, Sasuke Uchiha e Sakura Haruno guardano un film con protagonista l'attrice Yukie Fujikaze in un cinema locale. Kakashi Hatake li ha convocati per guardarlo come preparazione per la loro prossima missione: fare da scorta a Yukie, che interpreta la principessa Gale in una saga cinematografica, durante la produzione del suo ultimo film. Nel corso delle riprese nell'isola del Paese della Neve, il Team 7 si ritrova a dover proteggere Yukie dall'aggressione di un trio di ninja che la vogliono catturare: Nadare Roga, Fubuki Kakuyoku e Mizore Fuyukuma. In seguito si scopre che Yukie è in realtà Koyuki Kazahana, principessa ed erede al trono del Paese della Neve. Suo zio Doto Kazahana, che ha assunto i tre ninja, era stato responsabile dell'omicidio di suo padre Sosetsu in un colpo di stato.
A seguito di un altro scontro in cui muore una squadra di samurai che voleva proteggere Koyuki, Doto riesce a catturare la principessa portandola via su un dirigibile. Naruto entra nel dirigibile per salvarla, venendo però catturato e costretto a indossare un dispositivo che gli estrae il chakra. Doto costringe Koyuki a consegnargli l'esacristallo che suo padre le aveva regalato quando era bambina, credendo che si tratti di una chiave in grado di sbloccare il tesoro nascosto che Sosetsu si era lasciato alle spalle, ma si accorge che quello in possesso della principessa è un falso e che l'originale è in mano a Kakashi. Decide così di aspettare il suo arrivo nella sua fortezza.
Sasuke, Sakura e Kakashi si infiltrano nella fortezza di Doto mentre Naruto e Koyuki scappano dalla prigionia. Affrontano Doto, ma lui riesce a rubare l'esacristallo e fugge con Koyuki. Naruto procede a seguire Doto mentre i restanti membri del Team 7 sconfiggono i suoi scagnozzi. Nel frattempo, Doto scopre che il tesoro è un generatore di calore che serve a far arrivare la primavera nell'isola.
Naruto affronta Doto, ma viene sopraffatto, mentre Sasuke usa il suo Mille Falchi per indebolire la sua armatura. Poco dopo, Naruto rilascia la sua energia e usa il suo Rasengan, uccidendo Doto e attivando uno specchio per trasformare la terra. In seguito, Koyuki decide di reclamare il suo legittimo posto sul trono, pur volendo continuare la sua carriera di attrice.

## Personaggi esclusivi del film
- Roga Nadare (狼牙ナダレ?, Nadare Rōga) è un ninja del Villaggio della Neve che lavora per Doto Kazahana. Roga aveva incontrato e combattuto con Kakashi in passato, e in quel momento Kakashi era stato costretto a ritirarsi dal momento che non poteva sconfiggere i ninja della neve da solo. Grazie alla sua armatura chakra, è in grado di contrastare il Mille Falchi di Kakashi, ma il Ninja Copia lo uccide gettandolo da una scogliera.
- Mizore Fuyukuma (冬熊ミゾレ?, Fuyukuma Mizore) è un ninja del Villaggio della Neve che lavora nel Team di Doto Kazahana. Si scontra, insieme alla sua compagna Fubuki Kakuyoku, con Sakura e Sasuke e viene infine sconfitto da una trappola dei due ninja, che li porta a scontrarsi, facendo reagire le loro armature di chakra e formando un'esplosione che uccide lui e Fubuki. Il suo metodo di combattimento prevede l'uso di uno snowboard per muoversi rapidamente, l'utilizzo della sua armatura chakra per proteggersi e di un braccio metallico che può sparare cavi o essere lanciato contro un bersaglio, per poi ritrarsi.
- Fubuki Kakuyoku (鶴翼フブキ?, Kakuyoku Fubuki) è una kunoichi del Villaggio della Neve che lavora per Doto Kazahana al fianco dei suoi compagni Nadare Roga e Mizore Fuyukuma. Combatte contro Sasuke, avendo la meglio sulla maggior parte delle sue tecniche di fuoco con la sua Prigione di Ghiaccio. Viene sconfitta quando Sasuke e Sakura fanno scontrare lei e il suo partner, Mizore Fuyukuma, facendo reagire le loro armature di chakra, formando un'esplosione che uccide entrambi.

## Distribuzione

### Data di uscita
Le date di uscita internazionali sono state:
- 21 agosto 2004 in Giappone
- 27 maggio 2005 a Taiwan (火影忍者劇場版：大活劇！雪姬忍法帖！)
- 6 giugno 2007 negli Stati Uniti (Naruto the Movie: Ninja Clash in the Land of Snow)[1][2]
- 23 giugno in Canada (Naruto the Movie: Ninja Clash in the Land of Snow)[3]
- 14 ottobre in Australia (Naruto the Movie: Ninja Clash in the Land of Snow)[4]
- 20 aprile 2010 in Brasile (Naruto O Filme: A Grande Missão! Salvar a Princesa da Neve)
- 30 gennaio 2015 in Vietnam (Naruto: Cuộc Chiến Ở Tuyết Quốc)
- 6 luglio 2015 in Italia

### Edizione italiana
L'edizione italiana del film fu trasmessa su Hiro il 21 marzo 2009. Il doppiaggio fu eseguito dalla Logos e diretto da Pino Pirovano su dialoghi di Laura Distretti. Essi sono caratterizzati, oltre che da varie edulcorazioni nel linguaggio, anche da alcuni errori e imprecisioni (ad esempio, furono rimossi i nomi degli attori che recitano insieme a Yukie). In questa edizione fu aggiunta sia in apertura che in chiusura (sostituendo i titoli di coda originali) la sigla italiana della serie TV, Io credo in me cantata da Giorgio Vanni, montata però su immagini tratte dal film. Fu inoltre censurata una scena in cui si vedeva del sangue applicando l'effetto negativo alla pellicola, e venne tagliata l'ultima scena presente dopo i titoli di coda. Il 6 luglio 2015 il film fu distribuito nei cinema per un solo giorno dalla Key Films col titolo Naruto - Il film: La primavera nel Paese della Neve, senza modifiche video e ripristinando la scena finale in giapponese sottotitolato.

### Edizioni home video
Il film fu distribuito in DVD-Video in Giappone il 28 aprile 2005, mentre in Italia fu pubblicato in DVD e Blu-ray Disc dalla CG Entertainment il 20 ottobre 2015.

## Accoglienza

### Incassi
Il film incassò 1,37 miliardi di yen nei cinema giapponesi, 99 174 dollari in quelli taiwanesi e 11 777 euro in quelli italiani (calcolando anche l'incasso del film successivo, proiettato nello stesso giorno).

## Altri media

Copertina italiana del romanzo

Il 23 agosto 2004 la Shūeisha pubblicò in Giappone, nella collana Jump J Books, la novellizzazione del film, scritta da Masatoshi Kusakabe. La traduzione italiana del romanzo fu pubblicata l'8 marzo 2013 dalla Planet Manga col titolo Naruto - La primavera nel Paese della Neve.
Il personaggio di Doto Kazahana e due livelli basati sul film sono presenti nella versione giapponese del videogioco Naruto: Ultimate Ninja 2 (2004).